# Galina Sjalimova
Galina Akimovna Sjalimova (Russisch: Галина Акимовна Шалимова) (Kondoejat-mijn, Kraj Krasnojarsk, 22 december 1937) is een Russisch basketbalspeelster en coach die uitkwam voor verschillende teams in de Sovjet-Unie.

## Loopbaan
Sjalimova heeft haar hele carrière voor Zenit Sverdlovsk en Oeralmasj Sverdlovsk gespeeld.
Na haar carrière als speler werd ze assistent-coach van hoofdcoach Anatoli Novikov bij Oeralmasj Sverdlovsk in 1972. Met deze club werd ze één keer derde om het landskampioenschap van de Sovjet-Unie in 1973. Na dit seizoen werd ze hoofdcoach van Oeralmasj Sverdlovsk. Ze werd één keer derde om het landskampioenschap van de Sovjet-Unie in 1974. Ze was ook hoofdcoach van de Russische SFSR.
Ze heeft verschillende onderscheidingen ontvangen, waaronder de Meester in de sport van de Sovjet-Unie in 1957 en Geëerde Coach van Rusland in 1976 en Geëerde Coach van de Sovjet-Unie in 1977. Ze studeerde af aan de faculteit Lichamelijke Opvoeding van het Sverdlovsk Staat Pedagogisch Instituut, nu het Instituut voor Fysische Cultuur van de Oeral State Pedagogische Universiteit (USPU) in Jekaterinenburg.

## Erelijst coach
- Landskampioen Sovjet-Unie:
  - Derde: 1973, 1974